# Lipit-Enlil
Lipit-Enlil (fl. XIX secolo a.C.) è stato un sovrano amorreo dell'età paleo-babilonese.

## Biografia
Lipit-Enlil, scritto cuneiforme: dli-pí-it den.líl, rimase in carica negli anni che vanno da circa il 1810 a circa il 1806 a. C., secondo la cronologia bassa o da circa il 1873 a circa il 1869 a. C., secondo la cronologia media. È stato l'ottavo re della Prima dinastia di Isin e regnò per cinque anni sia in base alla Lista reale sumerica, che alla lista dei re di Ur e Isin. Successe al padre Bur-Sîn.
Non ci sono pervenute iscrizioni su questo re. Con il suo breve regno si è chiuso un periodo di relativa stabilità. Gli successe Erra-Imittī, che non era suo figlio e la cui parentela con i precedenti regnanti non è conosciuta. La lista reale sumerica, infatti, da questo re in poi non fa più riferimento a queste notizie.
Sia per lui che per il suo successore, non ci sono inni o preghiere dedicate ad alcuna divinità.
Alcune fonti ipotizzano e collegano questa carenza, al fatto che l'attenzione di questo sovrano è stata completamente assorbita dalle guerre contro i sovrani di Larsa, che iniziarono durante il suo regno.
Le uniche notizie su questo re ci sono pervenute tramite l'archivio del tempio di Ninurta, il é-šu-me-ša4. Questo fu rinvenuto a Nippur e ci è casualmente pervenuto, in quanto molte tavolette e coni d'argilla, riferite al suo regno, sono state utilizzate come materiale di riempimento per il tempio di Inanna, nel periodo dell'Impero partico. L'archivio copre un periodo di oltre 75 anni, che va dal primo anno di regno di Lipit-Enlil di Isin (1873 a. C.) al ventottesimo anno del regno di Rim-Sin di Larsa (1794 a. C.). I 420 frammenti mostrano un'economia fiorente e riportano tra le altre notizie, come la costruzione del tempio abbia assorbito gran parte della ricchezza disponibile.
L'elenco degli anni del suo regno riporta l'enfatizzazione dei generosi doni realizzati per tempio di Enlil.
Anno dopo l'anno: "(Lipit-Enlil) (ha) fatto per Enlil un emblema in oro (chiamato) Enlil-adahani / Enlil è il suo aiutante"
Anno dopo l'anno: "(Lipit-Enlil)  (ha) fatto per il tempio di Enlil un grande cesto d'oro con manici (chiamato) Enlil-Maham / Enlil è magnifico"

## Reperti archeologici
1. ↑  Collezione Schøyen, MS 1686
2. ↑  The Sumerian King List Ash. 1923.444, the Wend-Blundell prism.
3. ↑  Ur-Isin kinglist, tablet MS 1686 line 18.

## Iscrizioni cuneiformi
1. ↑  d. mu us2-sa den-lil2-a2-dah-a-ni szu-nir ku3-sig17 den-lil2-ra mu-na-dim2 Fonte
2. ↑  b. mu us2-sa den-lil2-mah-am3 pisan szu-gub-ba gal ku3-sig17 e2 den-lil2-la2-ra mu-na-dim2Fonte